# Даррен Барнет
Даррен Барнет (англ. Darren Barnet, нар. 27 квітня 1991, Лос Анджелес, Каліфорнія, США) — американський актор. Відомий роллю Пакстона Голла в серіалі Netflix «Я ніколи не…».

## Біографія
Народився 27 квітня 1991 року в Лос-Анджелесі. Його мати — шведка японського походження, а батько — американець німецького та черокі походження. Дідом Барнета був свінговий музикант Чарлі Барнет. У Даррена є старша та молодша сестри. Родина переїхала в передмістя Орландо, штат Флорида, коли йому було 12 років. З п'ятирічного віку Барнет хотів стати актором, але серйозно не займався акторською діяльністю до коледжу. Окрім англійської, він володіє японською та розмовною іспанською, а також вивчав французьку.
2009 року закінчив середню школу доктора Філіпса, де був капітаном команди з лакросу. 2013 року закінчив коледж Беррі, де грав у виставах і короткометражних фільмах, зі ступенем бакалавра мистецтв. 

## Фільмографія
| Рік       |    | Українська назва                                    | Оригінальна назва                    | Роль           |
| --------- | -- | --------------------------------------------------- | ------------------------------------ | -------------- |
| 2017      | с  | Це — ми                                             | This Is Us                           | Джек           |
| 2017      | с  | Криміналісти: мислити як злочинець                  | Criminal Minds                       | Зак Бовер      |
| 2017      | с  | Спецназ                                             | S.W.A.T.                             | Корбі          |
| 2018      | с  | Поворот                                             | Turnt                                | Сет            |
| 2018      | тф | Інстакіллер                                         | Instakiller                          | Джоуї          |
| 2019      | с  | Возз'єднання сім'ї                                  | Family Reunion                       | Флойд          |
| 2020      | ф  | Американський пиріг представляє: Правила для дівчат | American Pie Presents: Girls' Rules  | Грант          |
| 2020—2023 | с  | Я ніколи не…                                        | Never Have I Ever                    | Пекстон Галл   |
| 2020      | с  | Агенти Щ.И.Т.                                       | Agents of S.H.I.E.L.D.               | Вілфред Малік  |
| 2021      | ф  | Фільм жахів без назви                               | Untitled Horror Movie                | Макс           |
| 2021      | ф  | Аромат кохання                                      | Love Hard                            | Тег Еббот      |
| 2022      | мс | Кролик-самурай: Хроніки Усаги                       | Samurai Rabbit: The Usagi Chronicles | Юічі Усагі     |
| 2023      | мс | Острів черепа                                       | Skull Island                         | Майк           |
| 2023      | мс | Блакитноокий самурай                                | Blue Eye Samurai                     | Тайген         |
| 2023      | ф  | Ґран Туризмо                                        | Gran Turismo                         | Метті Девіс    |
| 2023      | ф  | Люблю тебе ненавидіти                               | Anyone but You                       | Джонатан       |
| 2023      | ф  | Ґодзілла мінус один                                 | Godzilla Minus One                   | Коічі Шикісіма |
| 2024      | мс | Світ Юрського періоду: Теорія хаосу                 | Jurassic World: Chaos Theory         | Кенжі Кон      |
| 2024      | ф  | Придорожній заклад                                  | Road House                           | Сем            |
| 2024—2025 | с  | Медики Чикаго                                       | Chicago Med                          | Джон Фрост     |
| 2025      | с  | Пожежники Чикаго                                    | Chicago Fire                         | Джон Фрост     |
| 2025      | с  | Поліція Чикаго                                      | Chicago P.D                          | Джон Фрост     |